# Ken Horton
Kenneth Horton, detto Ken (Ossining, 25 luglio 1989), è un cestista statunitense.

## Palmarès
- Campionato finlandese: 1

Joensuun Kataja: 2014-15
- Basketball Champions League: 2

San Pablo Burgos: 2019-20, 2020-21
- Coppa Intercontinentale: 1

San Pablo Burgos: 2021